# 望月愛
望月 愛（もちづき あい、1月9日 - ）は、日本のフリーランスの女性声優。神奈川県出身。愛称は「もっちー」。

## 経歴
2019年、美少女ゴルフコンテンツ『ゴルフガールズ』（企画：高波一乱、キャラクターデザイン：佐倉おりこ）において「川村愛梨亜」役を担当。2020年より、オーディオブックのナレーターとして活躍。主に労苦体験手記「平和の礎」や小説などの朗読を担当し、音声配信サービス「LisBo（リスボ）」で公開している。

## 出演

### ライブ配信番組
- ちのえん（SHOWROOM）[4]

### オーディオブック
- バリ3探偵 圏内ちゃん（著者：七尾与史）[5]
- 里の春、山の春（著者：新美南吉）[6]
- 飴だま（著者：新美南吉）[7]
- 女王様と魔法の鏡（著者：御厨明）[8]
- 日本の偉人 心に響く名言（著者：日本の偉人研究会）[9]